# Bezirk Marzahn-Hellersdorf
Marzahn-Hellersdorf ist der zehnte Bezirk von Berlin. Am 31. Dezember 2024 hatte er 282.847 Einwohner. Er entstand 2001 durch die Fusion der Bezirke Marzahn und Hellersdorf.
Der Bezirk ist durch weiträumige Neubaugebiete der 1970er und 1980er Jahre charakterisiert. Er wird landschaftlich durch den Flusslauf der Wuhle und das Wuhletal geprägt. Die höchsten natürlichen Erhebungen sind die Ahrensfelder Berge und der Kienberg. Letzterer befindet sich direkt neben den Gärten der Welt, einem thematisch angelegten Erholungspark, der zu den besucherreichen Anziehungspunkten in Berlin zählt.

## Geographie

### Lage
Der Bezirk liegt im Nordosten Berlins und grenzt im Westen an den Bezirk Lichtenberg, im Süden an den Bezirk Treptow-Köpenick sowie im Norden an den Landkreis Barnim und im Osten an den Landkreis Märkisch-Oderland des Landes Brandenburg.

### Erhebungen
Die Anhöhen des Bezirks entstanden in der Eiszeit und wurden durch Ablagerung von Schutt und durch den Aushub beim Bau von Wohnhäusern erhöht und verdichtet. Die Ahrensfelder Berge sind mit 112 und 101 m ü. NHN die höchsten Erhebungen im Bezirk. Der Kienberg (102 m ü. NHN) und die Biesdorfer Höhe (82 m ü. NHN) sind weitere Anhöhen in Marzahn-Hellersdorf.

### Gewässer
- Wuhle
- Neue Wuhle
- Wuhlebecken (Wuhlesee)
- Wuhleteich
- Biesdorfer Baggersee

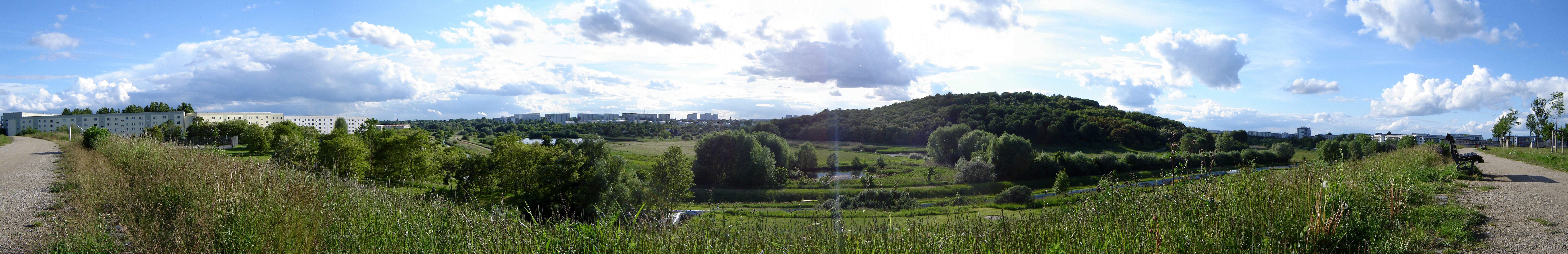
Wuhletal

- Kaulsdorfer Seen (Butzer See, Habermannsee/Kiessee, Elsensee)
- Hönower Weiherkette

### Ortsteile
Der Bezirk besteht aus fünf Ortsteilen. Die Ortsteile Hellersdorf, Kaulsdorf und Mahlsdorf bildeten von 1986 bis 2001 den eigenständigen Berliner Bezirk Hellersdorf. Die Ortsteile Biesdorf und Marzahn bildeten den Bezirk Marzahn. Der Ortsteil Marzahn setzt sich aus der Flur des Dorfes Marzahn und dem nördlichen Teil der Flur Friedrichsfelde zusammen.

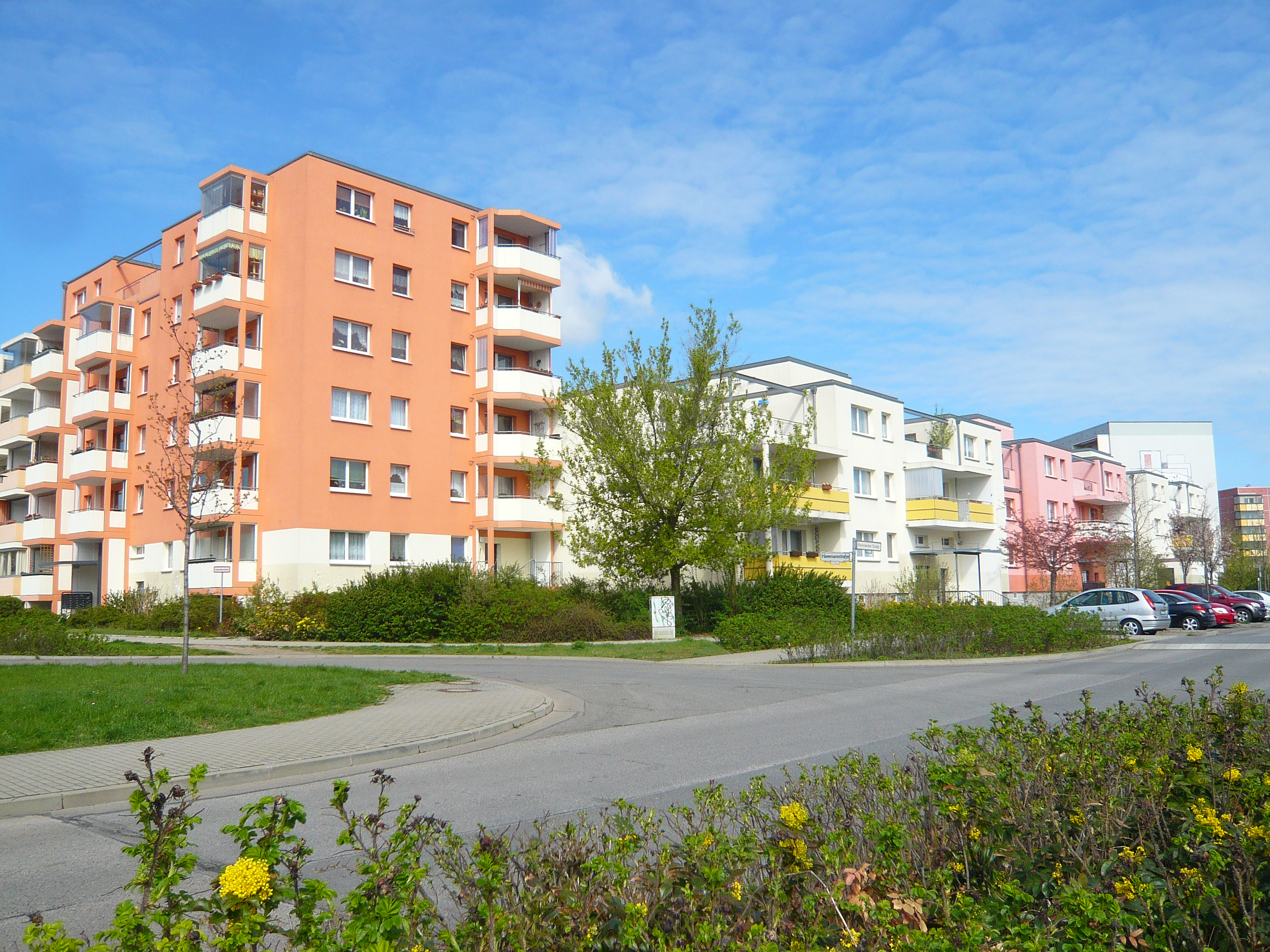
Ahrensfelder Terrassen Marzahn-Nord

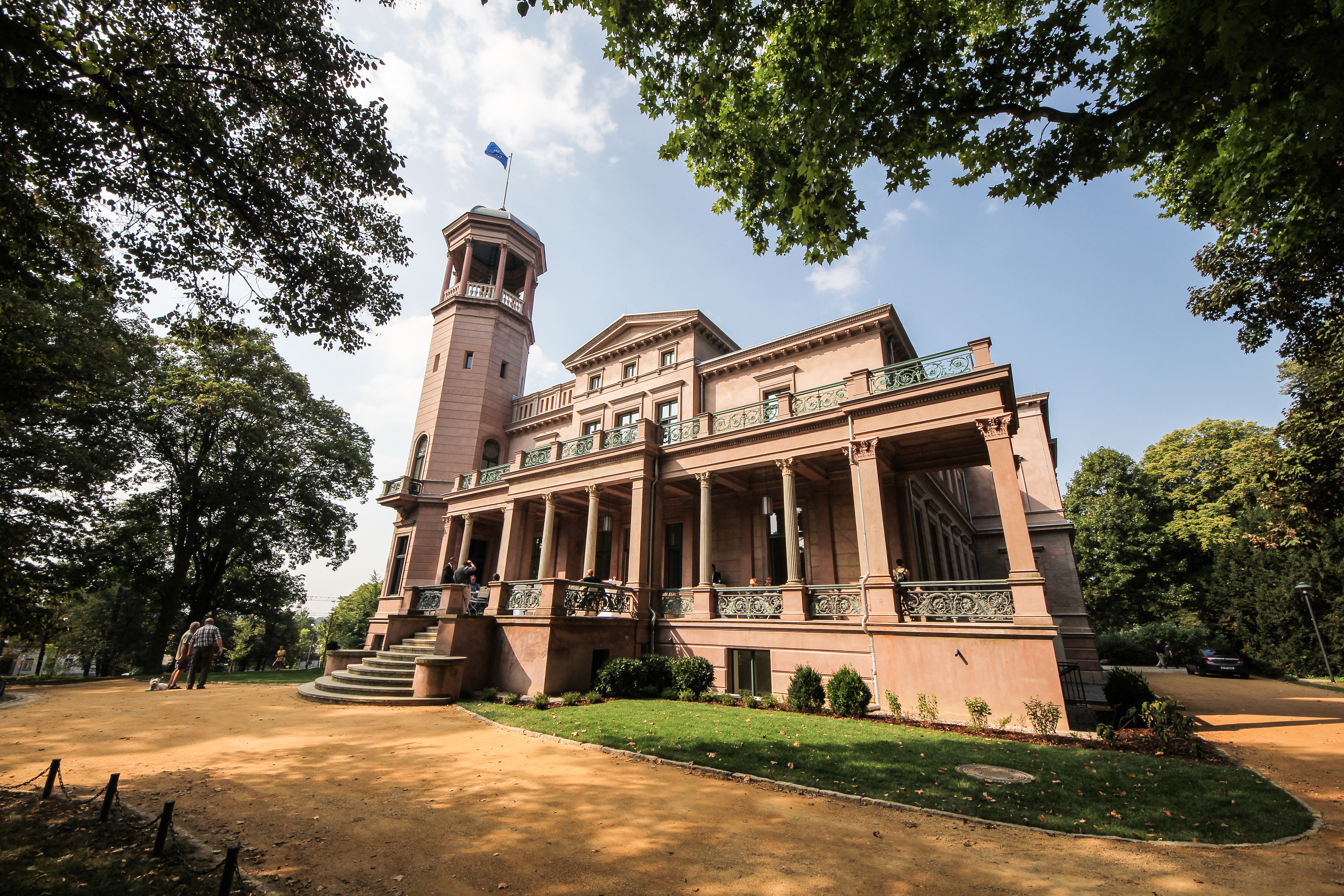
Schloss Biesdorf

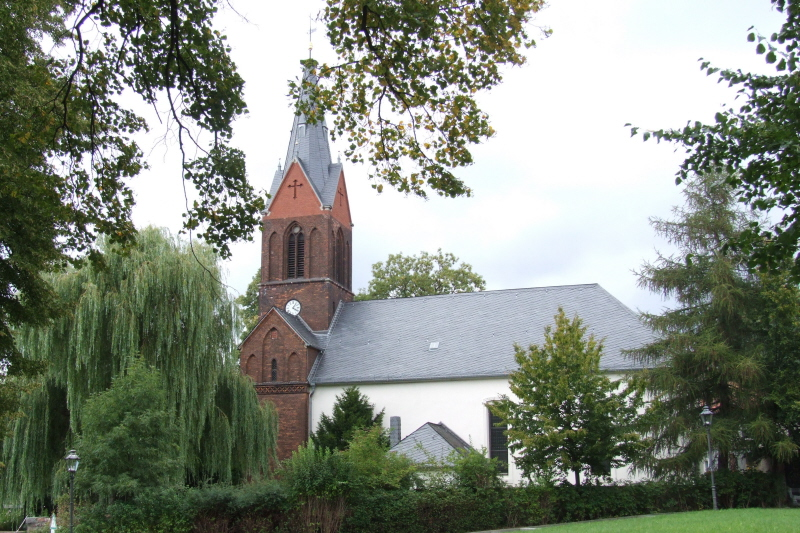
Dorfkirche Kaulsdorf

| Ortsteile und Ortslagen                                                   | Fläche (km²) | Einwohner 31. Dezember 2024 | Einwohner pro km² | Lage                                      |
| ------------------------------------------------------------------------- | ------------ | --------------------------- | ----------------- | ----------------------------------------- |
| 1001 Marzahn - Marzahn-Nord - Marzahn-Mitte - Marzahn-Süd                 | 19,54        | 119.584                     | 6.120             | Ortsteile des Bezirks Marzahn-Hellersdorf |
| 1002 Biesdorf - Biesdorf-Nord - Biesdorf-Süd                              | 12,44        | 30.959                      | 2.489             | Ortsteile des Bezirks Marzahn-Hellersdorf |
| 1003 Kaulsdorf - Kaulsdorf-Nord - Kaulsdorf-Süd                           | 8,81         | 19.683                      | 2.234             | Ortsteile des Bezirks Marzahn-Hellersdorf |
| 1004 Mahlsdorf - Mahlsdorf-Nord - Mahlsdorf-Süd                           | 12,94        | 30.353                      | 2.346             | Ortsteile des Bezirks Marzahn-Hellersdorf |
| 1005 Hellersdorf - Hellersdorf-Nord - Hellersdorf-Mitte - Hellersdorf-Süd | 8,10         | 93.512                      | 11.545            | Ortsteile des Bezirks Marzahn-Hellersdorf |

## Geschichte

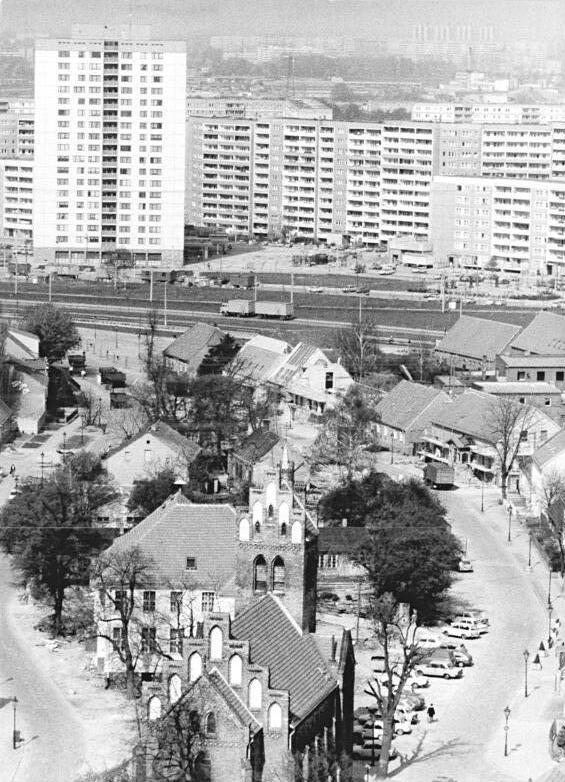
Altes Dorf Marzahn mit neuer Großwohnsiedlung, 1989

### 1920–1990
Alle fünf Ortsteile, aus denen der Bezirk besteht, stammen ursprünglich aus dem Landkreis Niederbarnim und wurden 1920 durch das Groß-Berlin-Gesetz nach Berlin eingemeindet. Zusammen mit den Ortsteilen Lichtenberg und Friedrichsfelde bildeten sie bis 1979 den Bezirk Lichtenberg. Durch den Aufbau des Neubaugebietes Marzahn wuchs Ende der 1970er Jahre vor allem der Ortsteil Marzahn, sodass 1979 aus den fünf aktuell den Bezirk bildenden Ortsteilen und dem nördlichen Teil von Friedrichsfelde (Gebiet westlich des Eisenbahnringes, umgangssprachlich nach der S-Bahn-Station Friedrichsfelde-Ost genannt) der Bezirk Marzahn gebildet wurde.
Nachdem die Einwohnerzahl – bedingt durch die Entstehung der Neubaugebiete in Hellersdorf und Kaulsdorf – weiter gestiegen war, wurde am 1. Juni 1986 aus den Ortsteilen Hellersdorf, Kaulsdorf und Mahlsdorf der Bezirk Hellersdorf gegründet, der bis zur Bezirksreform 2001 eigenständig blieb.

### Seit 1990
Im Jahr 1997 wurde das neugebaute Stadtzentrum Helle Mitte fertiggestellt, das seitdem das urbane Zentrum von Hellersdorf bildet. In den 2000er Jahren kam es zu einem starken Zuzug in die Einfamilienhausgebiete Biesdorf, Kaulsdorf und Mahlsdorf, während im nördlichen Teil des Bezirks die Abwanderung geringer wurde.
Zum 1. Januar 2001 wurde der Bezirk Marzahn-Hellersdorf im Rahmen der Berliner Bezirksreform gegründet. Am 25. Mai 2009 erhielt der Bezirk den von der Bundesregierung verliehenen Titel Ort der Vielfalt. Nach Steglitz-Zehlendorf weist der Bezirk seit dem Jahr 2018 die zweitniedrigste Kriminalitätsrate auf.

## Bevölkerung

### Überblick
Am 31. Dezember 2024 zählte der Bezirk Marzahn-Hellersdorf 282.847 Einwohner auf einer Fläche von 61,8 km². Somit lag am Stichtag die Bevölkerungsdichte bei 4.577 Einwohnern pro Quadratkilometer.
| Jahr | Einwohner |
| ---- | --------- |
| 2001 | 256.089   |
| 2002 | 252.802   |
| 2003 | 249.676   |
| 2004 | 248.561   |
| 2005 | 247.572   |
| 2006 | 247.130   |
| 2007 | 246.193   |
| 2008 | 244.637   |
| 2009 | 244.165   |
| 2010 | 246.225   |

| Jahr | Einwohner |
| ---- | --------- |
| 2011 | 249.232   |
| 2012 | 251.879   |
| 2013 | 254.226   |
| 2014 | 256.173   |
| 2015 | 259.373   |
| 2016 | 262.015   |
| 2017 | 266.684   |
| 2018 | 268.739   |
| 2019 | 269.967   |
| 2020 | 273.731   |

| Jahr | Einwohner |
| ---- | --------- |
| 2021 | 277.639   |
| 2022 | 285.678   |
| 2023 | 291.948   |
| 2024 | 294.091   |

Die unten stehenden Einwohnerzahlen (Stand: jeweils am 31. Dezember) basieren, abweichend von der Bevölkerungsfortschreibung des Amtes für Statistik Berlin-Brandenburg, auf Daten des Einwohnermelderegisters des Berliner Landesamtes für Bürger- und Ordnungsangelegenheiten.

### Bevölkerungsstruktur
Die folgende Tabelle zeigt Angaben zur Struktur der Bevölkerung von Marzahn-Hellersdorf am 31. Dezember 2024.
| Geschlecht      | Anzahl  | Anteil |
| --------------- | ------- | ------ |
| männlich        | 146.277 | 49,7 % |
| weiblich        | 147.814 | 50,3 % |
| insgesamt       | 294.091 | 100 %  |
|                 |         |        |
|                 |         |        |
| Altersgruppen   |         |        |
| unter 20        | 059.921 | 20,4 % |
| 20 bis unter 40 | 074.829 | 25,4 % |
| 40 bis unter 65 | 095.145 | 32,4 % |
| ab 65           | 064.196 | 21,8 % |
| insgesamt       | 294.091 | 100 %  |

| Herkunft                            | Anzahl  | Anteil |
| ----------------------------------- | ------- | ------ |
| Deutsche ohne Migrationshintergrund | 206.507 | 70,2 % |
| Deutsche mit Migrationshintergrund  | 029.941 | 10,2 % |
| Ausländer                           | 057.643 | 19,6 % |
| insgesamt                           | 294.091 | 100 %  |
|                                     |         |        |
| Wohnlagen                           |         |        |
| einfache Wohnlagen bzw. ohne Angabe | 148.066 | 50,4 % |
| mittlere Wohnlagen                  | 134.522 | 45,7 % |
| gute Wohnlagen                      | 011.503 | 03,9 % |
| insgesamt                           | 294.091 | 100 %  |

| Religion            | Anzahl  | Anteil |
| ------------------- | ------- | ------ |
| evangelisch         | 016.846 | 05,7 % |
| römisch-katholisch  | 009.926 | 03,4 % |
| sonstige bzw. keine | 267.319 | 90,9 % |
| insgesamt           | 294.091 | 100 %  |

In Marzahn-Hellersdorf hat es hinsichtlich der Demografie seit den 1990er Jahren beträchtliche Veränderungen gegeben. 1991 betrug das Durchschnittsalter der beiden Bezirke 30,5 Jahre. Es erhöhte sich bis 2009 um knapp zwölf Jahre auf 42,4 Jahre. Am 31. Dezember 2024 betrug das Durchschnittsalter im Bezirk 43,4 Jahre (Berliner Durchschnitt 42,8 Jahre).

## Wirtschaft

### Unternehmen

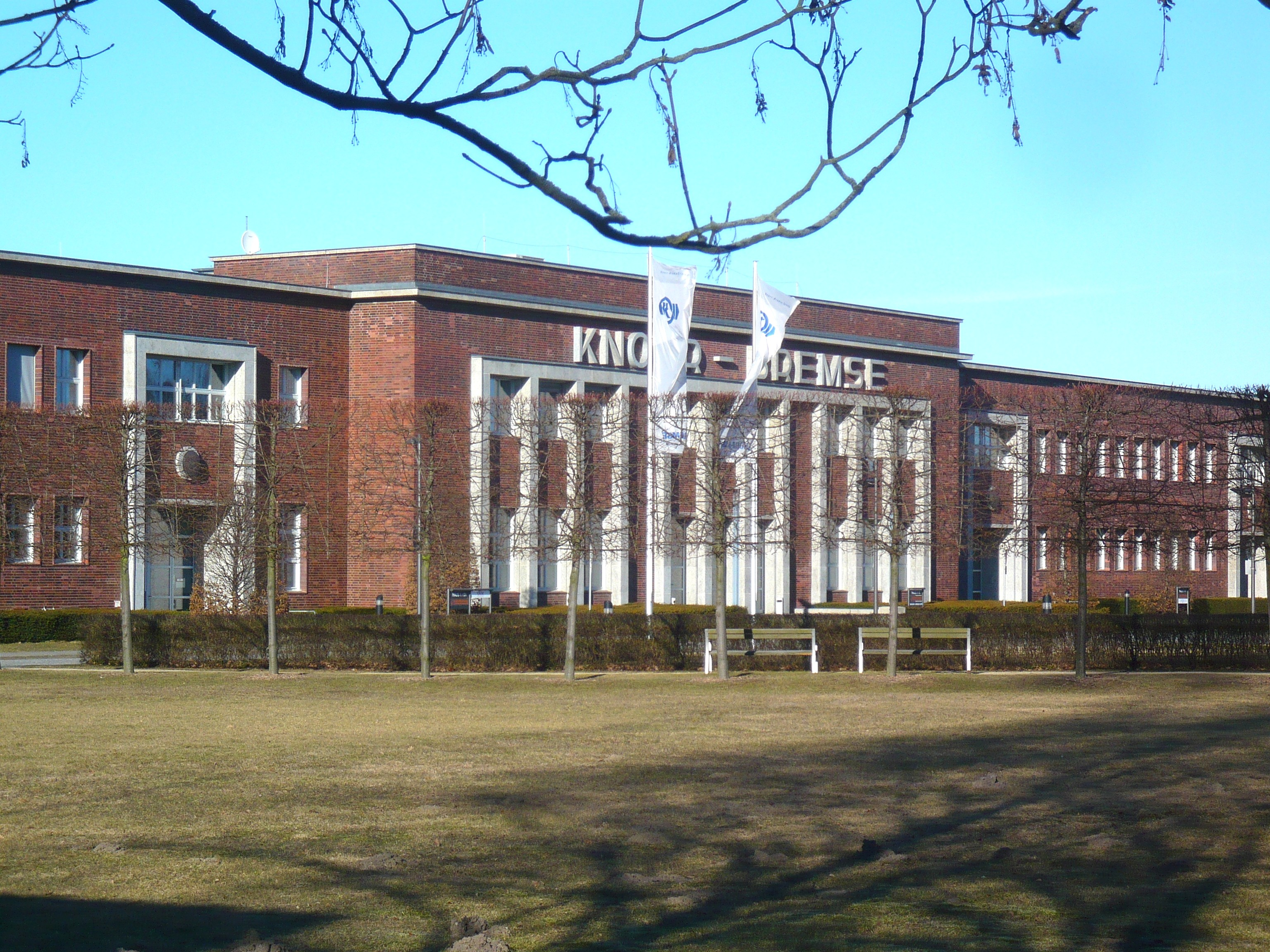
Hasse & Wrede Gebäude

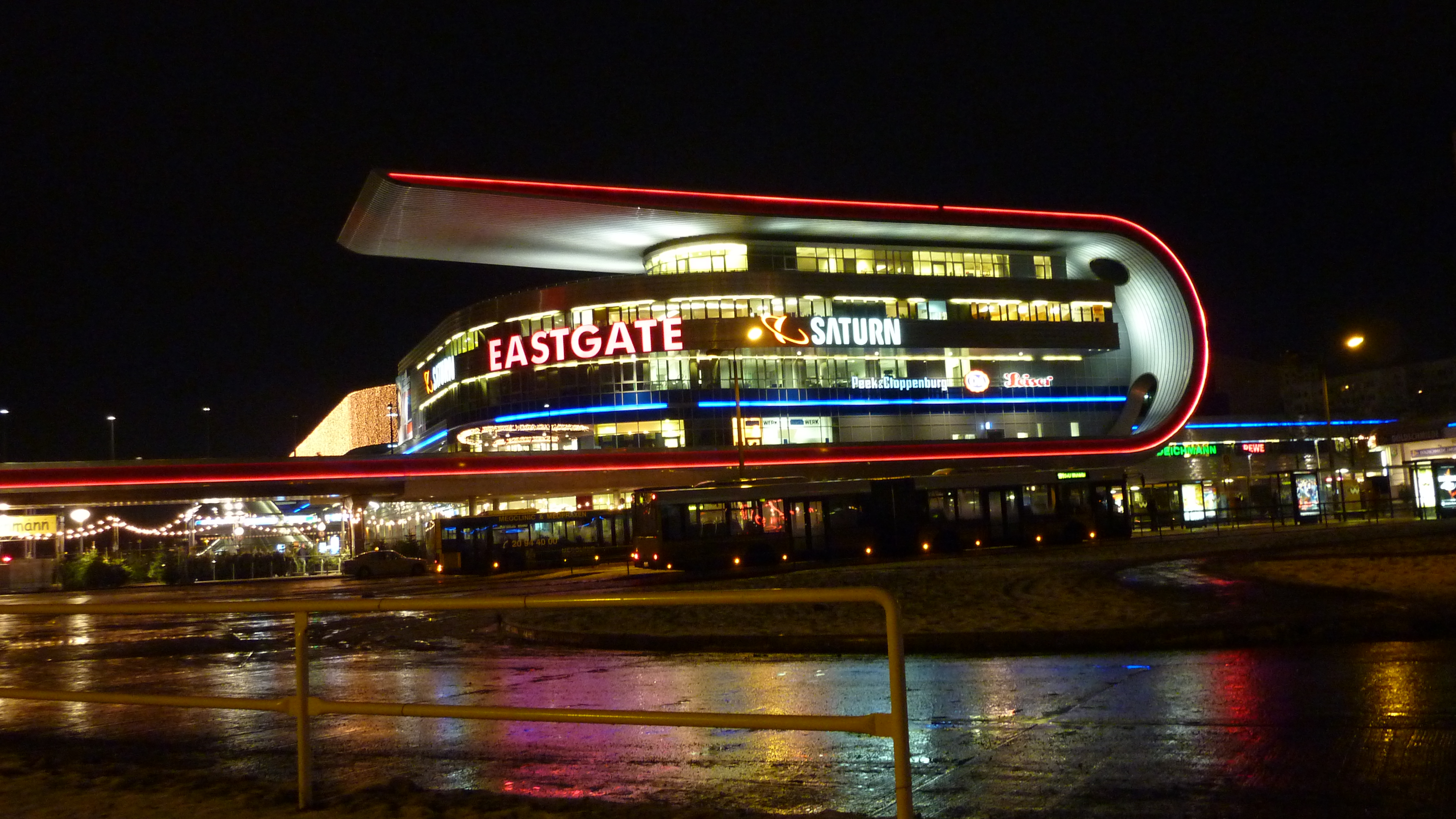
Eastgate Berlin

Im Jahr 2012 waren von den 30.862 in Berlin ansässigen Handwerksbetrieben insgesamt 2.547 in Marzahn-Hellersdorf gemeldet. Das waren 47 Betriebe mehr als im Jahr zuvor.
Die Pyramide im Bezirk zählt zu den höchsten Hochhäusern Berlins und ist ein Büroraumstandort.
Marzahn-Hellersdorf verfügt mit dem Berlin eastside über das flächengrößte zusammenhängende Gewerbegebiet der Stadt. Die wichtigsten größeren Unternehmen sind:
- Alba AG, Recyclinganlage in Mahlsdorf
- Harry-Brot GmbH, Produktionsstätte
- Hasse & Wrede, Tochterunternehmen der Knorr-Bremse AG (Zweigniederlassung Berlin)
- Niles Werkzeugmaschinen GmbH, Teil der Kapp-Niles Gruppe

### Einzelhandel
- Geschäfts- und Einkaufszentrum Eastgate Berlin

### Wirtschaftsverband
Der Marzahn-Hellersdorfer Wirtschaftskreis e. V. (MHWK) wurde 1991 von Marzahner Unternehmen unter dem Motto „Gemeinsam zum Erfolg“ gegründet. Dieser Verband hat es sich zur Aufgabe gemacht, die Interessen Marzahn-Hellersdorfer Unternehmen und Angehöriger freier Berufe gegenüber Entscheidungsträgern in Politik und Wirtschaft wahrzunehmen. Durch Informationen und Beratung bietet der MHWK außerdem seinen Mitgliedern Unterstützung bei ihren Aufgaben als Arbeitgeber, Unternehmer oder Freiberufler.

## Infrastruktur

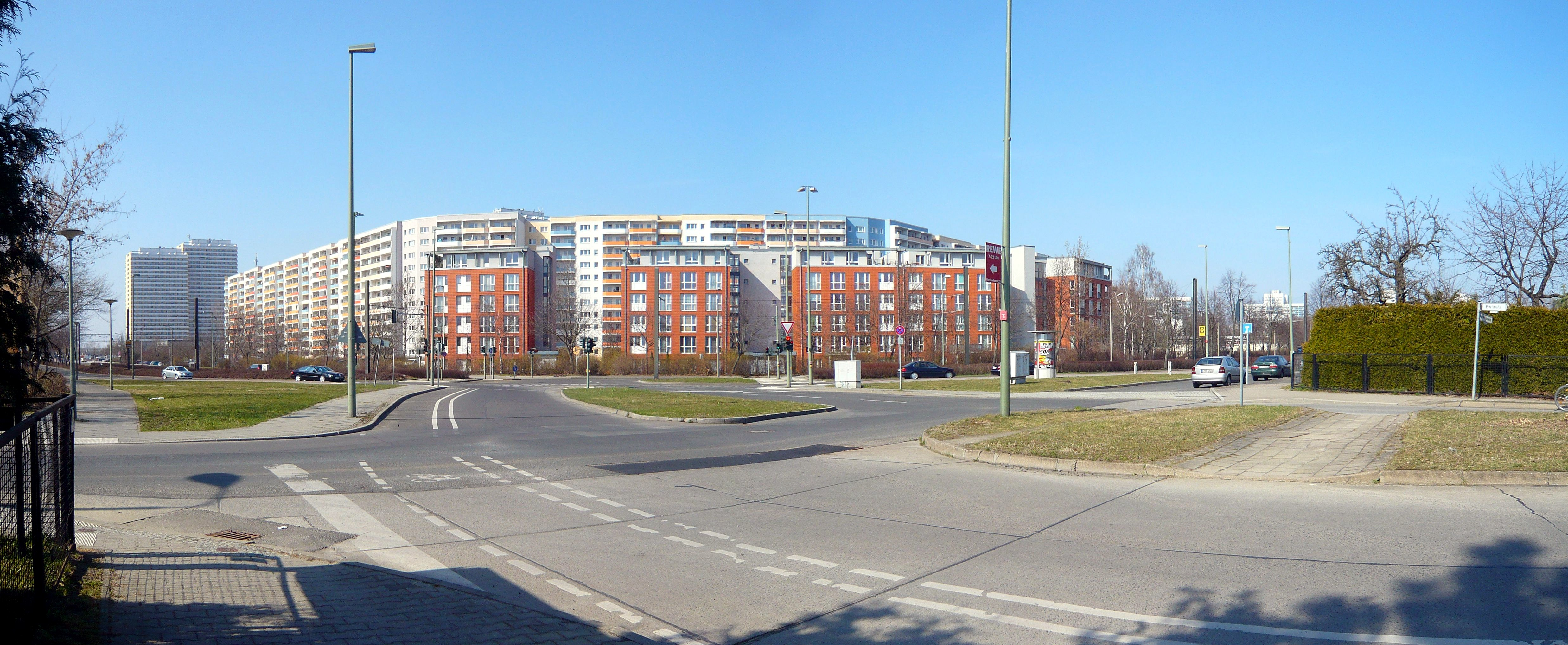
Allee der Kosmonauten

### Öffentlicher Personennahverkehr
Durch Marzahn-Hellersdorf führen die S-Bahn-Linien S5, S7, S75 sowie die U-Bahn-Linie U5. Des Weiteren führen mehrere Straßenbahn- und Buslinien durch den Bezirk.

### Individualverkehr

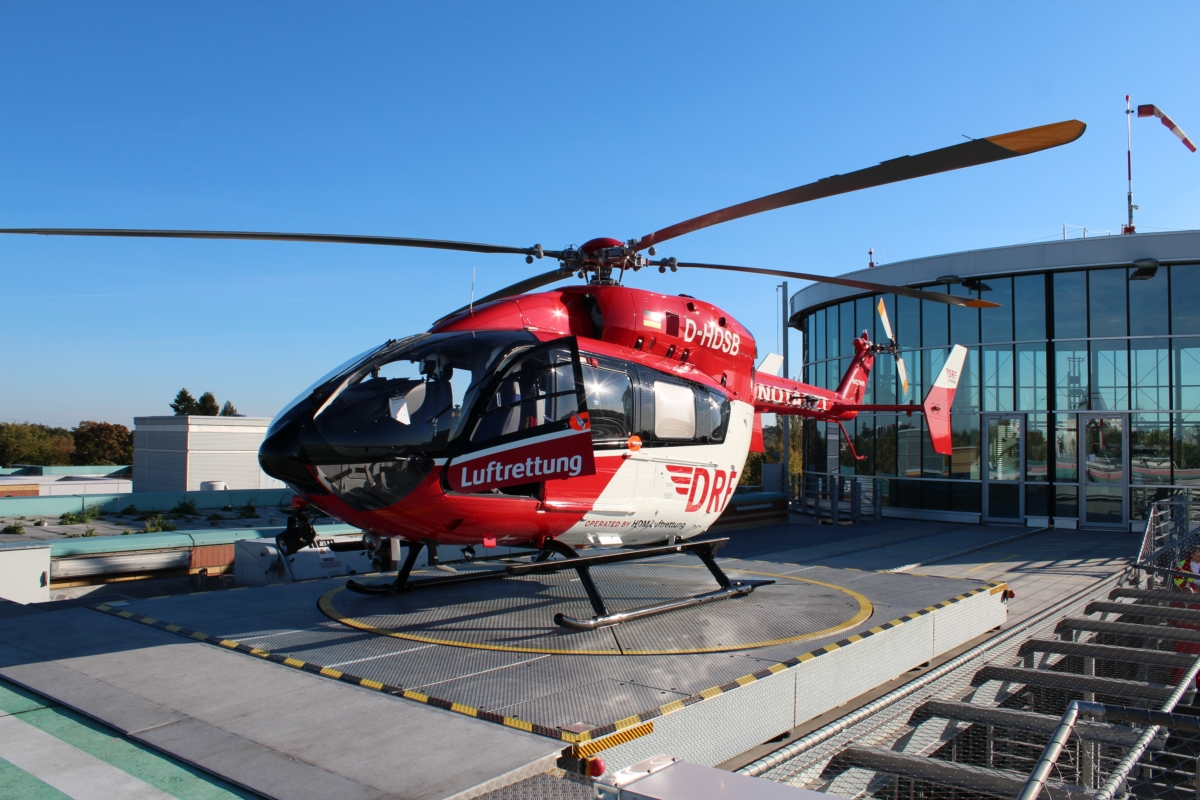
Rettungshubschrauber des UKB

Über die auf gemeinsamer Trasse verlaufenden Bundesstraßen B 1 und B 5 sowie die B 158 und über die Landsberger Allee/Landsberger Chaussee hat der Bezirk Anbindungen an die Bundesautobahn 10 (Berliner Ring) mit den Anschlussstellen Berlin-Hohenschönhausen, Berlin-Marzahn und Berlin-Hellersdorf.

### Luftverkehr
Ein Luftrettungszentrum ist am Unfallkrankenhaus Berlin in Marzahn eingerichtet und wird von der DRF Luftrettung betrieben. Auf dem Klinikgelände ist der Intensivtransporthubschrauber Christoph Berlin stationiert, der im Rettungsdienst der Berliner Feuerwehr für Primäreinsätze (Notfallrettung) als auch für Sekundäreinsätze (Intensiv- und Verlegungsflüge) eingesetzt wird. Ein Hubschrauberlandeplatz ist Teil des Klinikareals.

### Energieversorgung
Marzahn-Hellersdorf ist der Berliner Bezirk mit den meisten Solaranlagen in der Metropole. Bis einschließlich 2023 wurden Kollektoren mit einer installierten Leistung von rund 46 MWp errichtet.

## Politik

### Bezirksverordnetenversammlung
Die Wahl zur Bezirksverordnetenversammlung (BVV) des Bezirks Marzahn-Hellersdorf am 12. Februar 2023 führte zu folgendem Ergebnis:
| Wahl zur Bezirksverordnetenversammlung Marzahn-Hellersdorf 2023Wahlbeteiligung: 53,2 % 403020100 31,419,617,115,85,54,42,83,4 CDUAfDSPDLinkeGrüneTierschutzFDPSonst.Gewinne und Verlusteim Vergleich zu 2021 %p 12 10 8 6 4 2 0 −2 −4 −6+10,6+2,7−3,2−4,1−1,4−0,6−2,5−1,6CDUAfDSPDLinkeGrüneTierschutzFDPSonst. | Sitzverteilung (Stand: 2025)Insgesamt 55 Sitze - CDU: 19 - AfD: 13 - SPD: 10 - Linke: 9 - Grüne: 3 - Sonst.: 1 |

Die BVV tritt in der Regel einmal im Monat zusammen. Die Tagung ist öffentlich, und Bürger können sich mittels Einwohneranfragen beteiligen. Die Sitzungen werden seit 2010 als Live-Stream im Internet übertragen und können auch nachverfolgt werden.
Bei der Wahl zur BVV 2001 kam die PDS (heute: Linkspartei) auf 51,1 % der gültigen Stimmen. Bei der Wahl 2021 erreichte sie nur noch 19,9 % und wurde damit nur noch drittstärkste Kraft. 2023 belegte sie mit 15,8 % den vierten Platz.

### Bezirksbürgermeister
- 2001–2006: Uwe Klett (PDS)

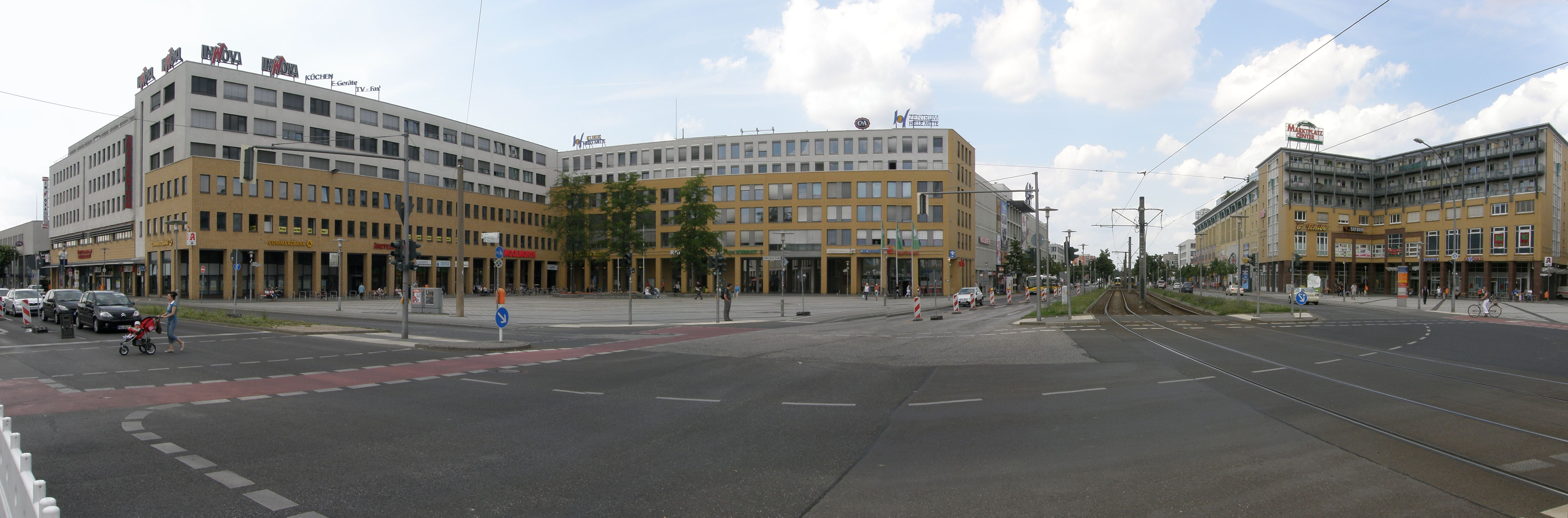
Rathaus und Bezirksamt von Marzahn-Hellersdorf (Gebäude Bildmitte)

- 2006–2011: Dagmar Pohle (Die Linke)
- 2011–2016: Stefan Komoß (SPD)
- 2016–2021: Dagmar Pohle (Die Linke)
- 2021–2023: Gordon Lemm (SPD)
- seit 2023: 0 Nadja Zivkovic (CDU)

Marzahn-Hellersdorf ist auf Landesebene im Rat der Bürgermeister und in der AG Ressourcensteuerung vertreten.

### Bezirksamt
Mitglieder des Bezirksamts sind (Stand: 2025):
| Name           | Partei    | Funktion                               | Geschäftsbereich                                                                           |
| -------------- | --------- | -------------------------------------- | ------------------------------------------------------------------------------------------ |
| Nadja Zivkovic | CDU       | Bezirksbürgermeisterin                 | Wirtschaftsförderung, Straßen, Grünflächen, Umwelt- und Naturschutz, Personal und Finanzen |
| Gordon Lemm    | SPD       | stellvertretender Bezirksbürgermeister | Jugend, Familie und Gesundheit                                                             |
| Stefan Bley    | CDU       | Bezirksstadtrat                        | Schule, Sport, Weiterbildung, Kultur und Facility Management                               |
| Heike Wessoly  | CDU       | Bezirksstadträtin                      | Stadtentwicklung                                                                           |
| Juliane Witt   | Die Linke | Bezirksstadträtin                      | Soziales und Bürgerdienste                                                                 |
| N. N.          | AfD       | Bezirksstadtrat                        | Ordnungsamt                                                                                |

### Bundestagswahlen
Der Bundestagswahlkreis Berlin-Marzahn – Hellersdorf wurde von 1990 bis 2017 von Die Linke gewonnen; zunächst durch Gregor Gysi und ab 2002 durch Petra Pau. Bei den Bundestagswahlen 2021 gewann erstmals die CDU mit dem Kandidaten Mario Czaja den Wahlkreis direkt. 2025 gewann erstmals die AfD mit dem Kandidaten Gottfried Curio den Wahlkreis direkt.

### Wappen
Das Wappen des Bezirks Marzahn-Hellersdorf greift auf die Gestaltungselemente des Wappens des alten Bezirks Marzahn zurück. Der Bezirk Hellersdorf mit seinen Ortsteilen war vor seiner Gründung Bestandteil des Bezirks Marzahn. Dennoch wollte die Bezirksverordnetenversammlung nicht das alte Wappen von Marzahn für den neuen Bezirk übernehmen. Das Bezirksamt bildete eine Wappenkommission, die den Heraldiker Lutz Döring mit dem Entwurf des neuen Wappens beauftragte. Das heutige Wappen wurde am 7. Oktober 2003 durch den Senat von Berlin verliehen.
Wappenbeschreibung: In grünem Schild ein schräglinker silberner Wellenbalken, darüber eine goldene Korngarbe mit fünf Ähren, darunter ein silbernes Zahnrad. Auf dem Schild ruht eine rote dreitürmige Mauerkrone, deren mittlerer Turm mit dem Berliner Wappenschild belegt ist.
Wappenbegründung: Die Korngarbe mit Ähren symbolisiert die jahrhundertelange landwirtschaftliche Prägung aller Ortsteile des Bezirkes, und die fünf Ähren verweisen auf die fünf Ortsteile Biesdorf, Hellersdorf, Kaulsdorf, Mahlsdorf und Marzahn, aus denen der Bezirk besteht. Der Wellenbalken steht für die Wuhle, die den Bezirk von Nord nach Süd durchfließt, und die vielen Gewässer des Bezirks. Die grüne Tingierung des Schildes steht für die großzügigen Grünflächen und Parks. Das Zahnrad symbolisiert wie im alten Wappen von Marzahn die starke Industrialisierung des Bezirks im 20. Jahrhundert. Die Mauerkrone ist das verbindende Element aller Berliner Bezirke.

### Städtepartnerschaften
Der Bezirk unterhält folgende Städtepartnerschaften:
 Budapest, IV. Bezirk (Újpest) und XV. Bezirk (Rákospalota), Ungarn, seit 9. November 1991

 Tychy, Polen, seit 10. Mai 1992

 Halton, Vereinigtes Königreich, seit 25. Mai 1994

 Lauingen (Donau), Deutschland, seit 10. Juni 1999

 Hanoi, Stadtbezirk Hoàng Mai, Vietnam, seit 2. Dezember 2013
Vormals unterhielt er eine Partnerschaft mit

 Minsk, Stadtbezirke Partisan und Oktjabrski, Belarus, ab 26. Mai 1993, im August 2022 beendet
In Lauingen erhielt im September 2021 eine Straße den Namen Marzahner Ring.

### Polizei
Die Direktion 3 (Ost) der Polizei Berlin hat ihren Sitz im Bezirk und ist ferner für die Bezirke Lichtenberg und Treptow-Köpenick zuständig.

## Bildung

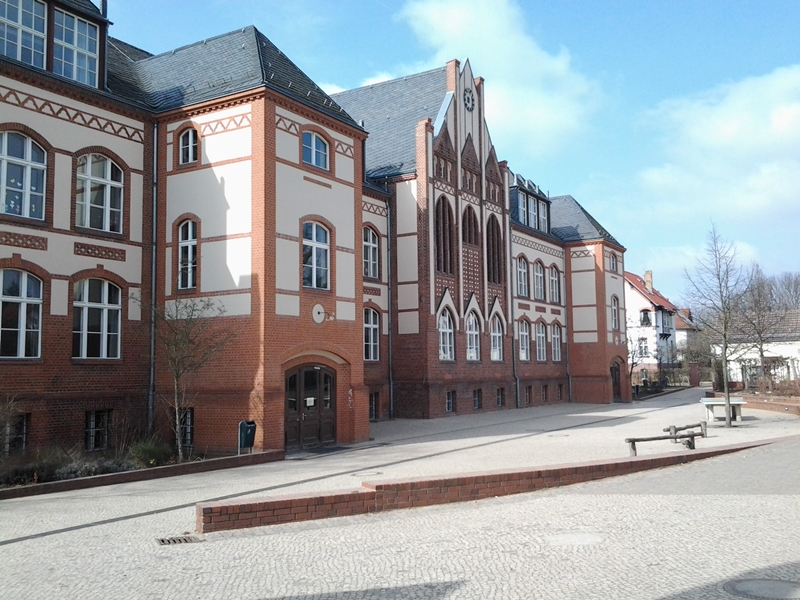
Friedrich-Schiller-Grundschule Mahlsdorf

Im Bezirk Marzahn-Hellersdorf gibt es 32 Grundschulen, zwölf Integrierte Sekundarschulen, fünf Gymnasien und zwei Oberstufenzentren (Stand: 2023). Rund 100 Lesepaten waren 2019 im Bezirk aktiv. Am Victor-Klemperer-Kolleg können Erwachsene in Vollzeit ihr Abitur ablegen.
2021 wurde vom Verfassungsschutz Berlin eine private Schule wegen ihrer Nähe zum Rechtsextremismus überprüft. In der Folge wurden Maßnahmen in Organisation und Schulbetrieb durchgeführt, die zur Erhaltung der Genehmigungsfähigkeit durch die Schulaufsichtsbehörde führten.

### Grundschulen
- BEST-Sabel-Grundschule Mahlsdorf
- Friedrich-Schiller-Grundschule Mahlsdorf[28]

### Oberschulen

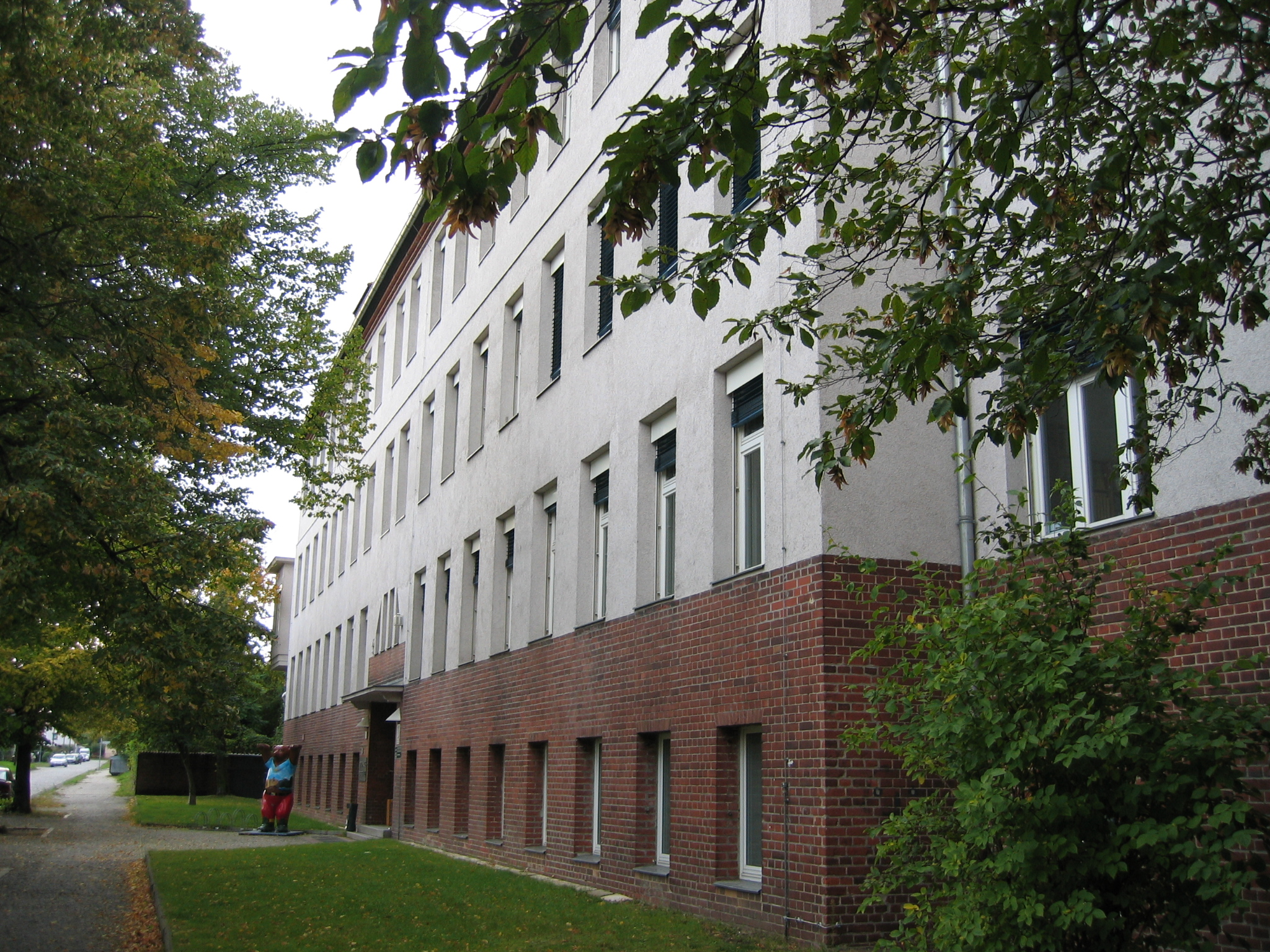
Otto-Nagel-Gymnasium Biesdorf

- Arche-Schule Hellersdorf
- Otto-Nagel-Gymnasium Biesdorf
- Melanchthon-Gymnasium Hellersdorf
- Sartre-Gymnasium Hellersdorf
- Tagore-Gymnasium Marzahn

### Hochschule
Die Alice-Salomon-Hochschule Berlin (ASH) ist eine Fachhochschule in Berlin-Hellersdorf mit den Schwerpunkten Soziale Arbeit sowie Gesundheits- und Pflegemanagement.

## Kultur

### Sehenswürdigkeiten

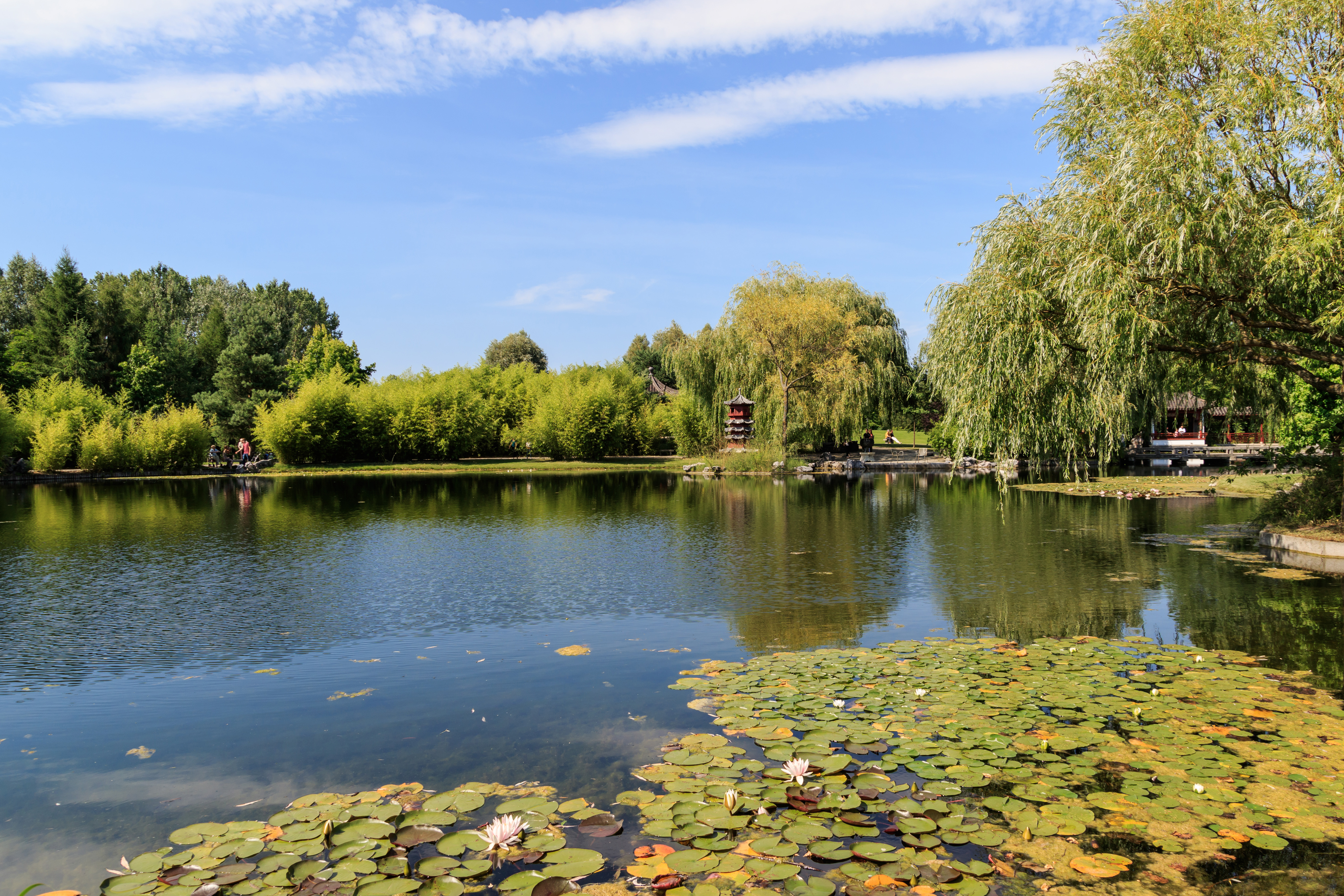
Gärten der Welt

Die Gärten der Welt zählen zu den bekanntesten Parkanlagen in Berlin. Sie waren 2017 Standort der Internationalen Gartenausstellung. Die Gärten sind in verschiedene Themengebiete aufgeteilt wie beispielsweise dem Garten des wiedergewonnenen Mondes (Chinesischer Garten), dem Garten des zusammenfließenden Wassers (Japanischer Garten), dem Balinesischen Garten, dem Garten der vier Ströme (Orientalischer Garten), dem Koreanischen Garten, dem italienisch inspirierten Renaissancegarten sowie weiteren Anlagen (Hecken-Irrgarten, Boden-Labyrinth, Karl-Foerster-Staudengarten u. a.).
Das Schloss Biesdorf ist ein ehemaliges Herrenhaus und war lange im Besitz der Industriellenfamilie Siemens. Es wurde im Jahr 2016 denkmalgerecht saniert wiedereröffnet. Das Bauensemble dient als öffentliches Zentrum für Kunst und Kultur.
Im Jahr 1985 wurde die Mosaiksäule Deutsch-Sowjetische Freundschaft in Marzahn errichtet.

### Museen

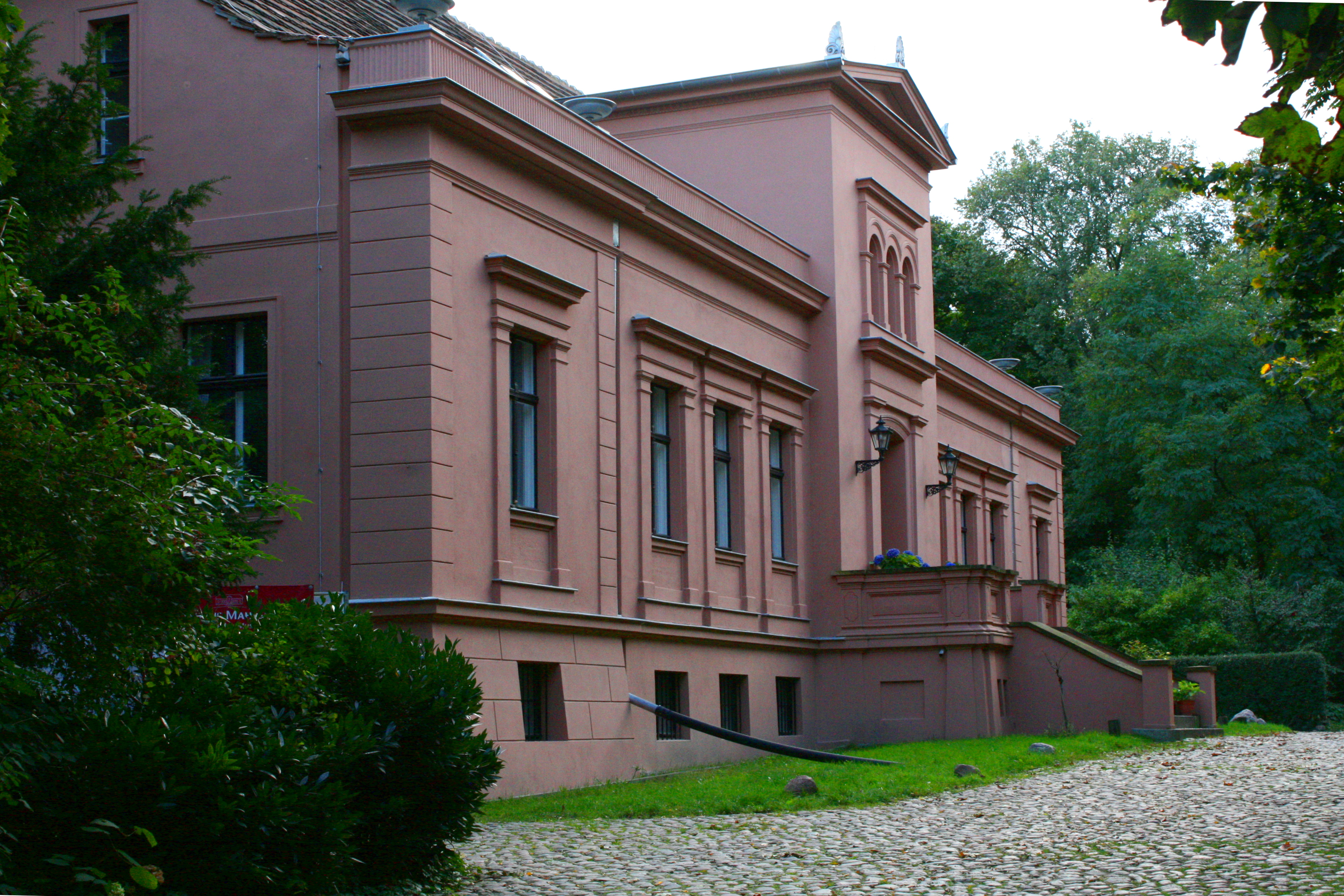
Gutshaus Mahlsdorf mit Gründerzeitmuseum

Es gibt mehrere Museen im Bezirk, wie das von Charlotte von Mahlsdorf aufgebaute Gründerzeitmuseum mit Europas größter zusammenhängender Sammlung von Gegenständen der Gründerzeit in Mahlsdorf.
Das Bezirksmuseum im alten Angerdorf Alt-Marzahn zeigt in zwei Häusern regionale Geschichte aus 11.000 Jahren, beherbergt ein Archiv und bietet umfangreiche museumspädagogische Angebote.
Das im Ortsteil Hellersdorf gelegene Ausstellungszentrum Pyramide wurde von dem Architektenehepaar Ralf Schüler und Ursulina Schüler-Witte entworfen und 1996 eröffnet. Das Ausstellungszentrum Pyramide präsentiert jährlich acht bis zehn wechselnde Ausstellungen zu kulturell und gesellschaftlich relevanten Themen der Gegenwart und Zukunft – vorwiegend mit regionalem Bezug.
Das Sportmuseum Marzahn in der Eisenacher Straße 121 wurde im Jahr 2008 eröffnet. Die Sammlung mit dem Schwerpunkt Sportgeschichte der DDR umfasst über 5000 Exponate, darunter Urkunden, Medaillen und Pokale. Die dazugehörige Bibliothek besteht aus etwa 2000 Büchern zum Thema Sport.
Bezirkliche Gedenkorte, wie Gedenk- und Erinnerungstafeln, Gedenksteine, Denkmale, Gedenkstätten, Ehrengräber, „Stolpersteine“, Fassadengestaltungen usw., weisen im Sinne von Gedenk- und Denkzeichen auf Denkwürdiges an einem historischen Ort hin und sind – im öffentlichen Raum befindlich – allgemein zugänglich. Sie bieten im unmittelbaren Lebensumfeld der Bürger die Möglichkeit, auf Personen, Ereignisse, Gebäude bzw. Flächen aufmerksam zu machen und das öffentliche Bewusstsein zu entwickeln.

### Kinos und Musik
Das ORWOhaus in der Frank-Zappa-Straße ist eine Anlaufstelle für Musiker und Künstler in Berlin. Es bietet auf rund 4000 m² Proberäume (rund um die Uhr bespielbar), Treffpunkte, Tonstudios, musiknahe Dienstleistungen und gemeinsame Aktivitäten wie Konzerte und Veranstaltungen. Die Hallen im Erdgeschoss wurden ab dem Jahr 2011 zu Veranstaltungsräumen für Konzerte und Tour-Vorbereitungen ausgebaut. Jedes Jahr im Juli findet dort das ORWOHAUS-Festival statt.

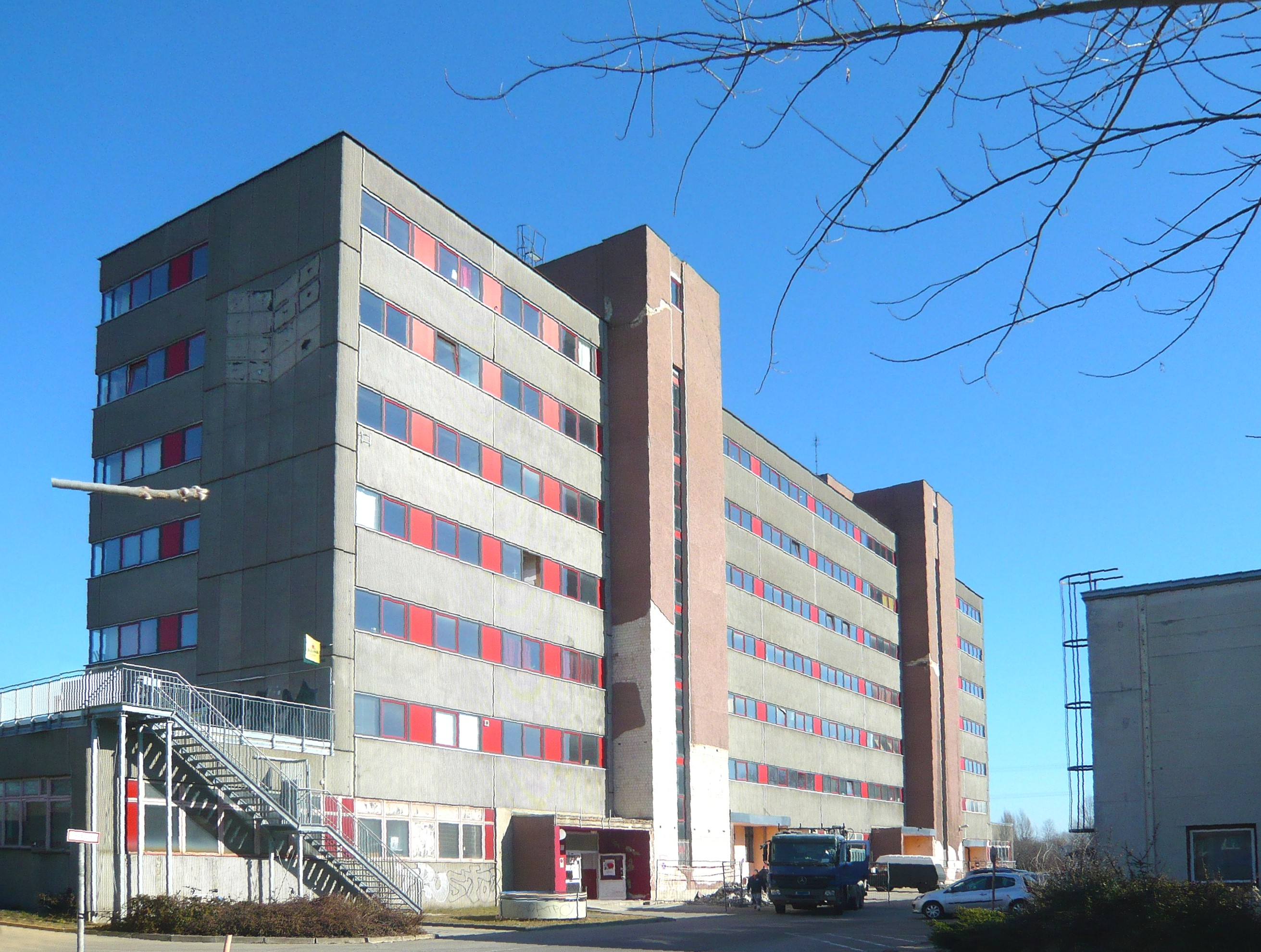
ORWOhaus

Anfang 2005 wurde im Bezirk das Jugendsinfonieorchester Marzahn-Hellersdorf gegründet, in dem Schüler aus der Musikschule Marzahn-Hellersdorf und Schüler aus anderen Musikschulen spielen.
Im Park des Schlosses Biesdorf befindet sich die Parkbühne mit rund 5000 Plätzen. Sie wird häufig für Konzertveranstaltungen, Parkfeste und Schultreffen genutzt.
Die bereits 1989 mit einem Programm des legendären Liedermachers Gerhard Gundermann eröffnete „Kiste“ bietet heute kulturelle Angebote für ganz verschiedene Altersgruppen und versteht sich selbst als Jugend- und Kulturzentrum. In der verkehrsgünstig direkt am U-Bahnhof Hellersdorf gelegenen „Kiste“ finden Kinoveranstaltungen, Konzerte, Lesungen und Ausstellungen statt. Für das Kinoprogramm wurde die „Kiste“ in den vergangenen Jahrzehnten mehrfach ausgezeichnet, u. a. als eines der besten Kinderfilmtheater der Bundesrepublik.
Das Kulturforum ist die größte kommunale Kultureinrichtung in Hellersdorf. Das Gebäude wurde 1992 errichtet. Als kommunales Kulturhaus bietet es unterschiedliche Nutzungen wie die Angebote der Jugendkunstschule Marzahn-Hellersdorf Platz oder des Kinderopernhauses der Staatsoper unter den Linden im Bezirk.

### Sport und Freizeit

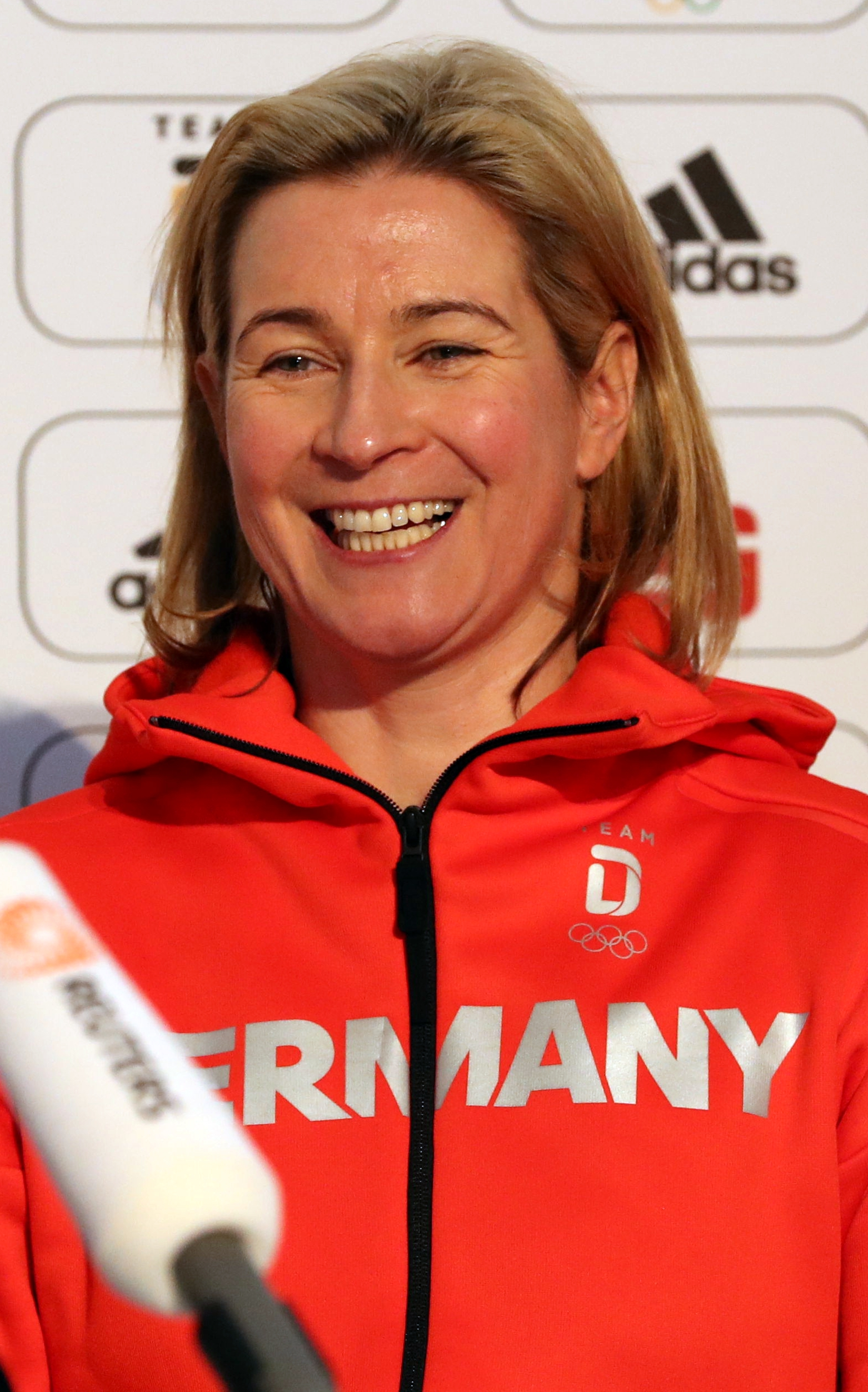
5-fache Olympiasiegerin Claudia Pechstein aus Marzahn

Der BSV Eintracht Mahlsdorf spielt seit der Saison 2021/22 in der Fußball-Oberliga Nordost.
Überregionale Bedeutung besitzt der 1992 gegründete Hellersdorfer Athletik-Club Berlin, insbesondere dessen Abteilung Leichtathletik.
Der East Side Beach hat insgesamt fünf Plätze, die für Beachvolleyball und andere Strandsportarten zur Verfügung stehen. Hier fand 2011 die Deutsche Meisterschaft der U20-Mannschaften im Beachvolleyball statt.
Eine weitere Anlage ist der Hellersdorfer Walkout am Cecilienplatz. Hier können Hobbysportler zwischen zwei Routen wählen und sportliche Aufgaben erfüllen, die überall in der näheren Umgebung auf kleinen blau-weißen Schildern verteilt sind. Die „lässige Route“ hat eine Länge von rund 300 m und hat acht Stopps, während die „flotte Route“ etwa 1100 m lang ist und vierzehn Stopps hat.
Wanderrouten wie der Wuhletal-Wanderweg, der Wuhle-Hönow-Weg, die Route Am Barnimhang, und Neue Urbanität sind für vielseitige sportliche Freizeitaktivitäten eingerichtet.

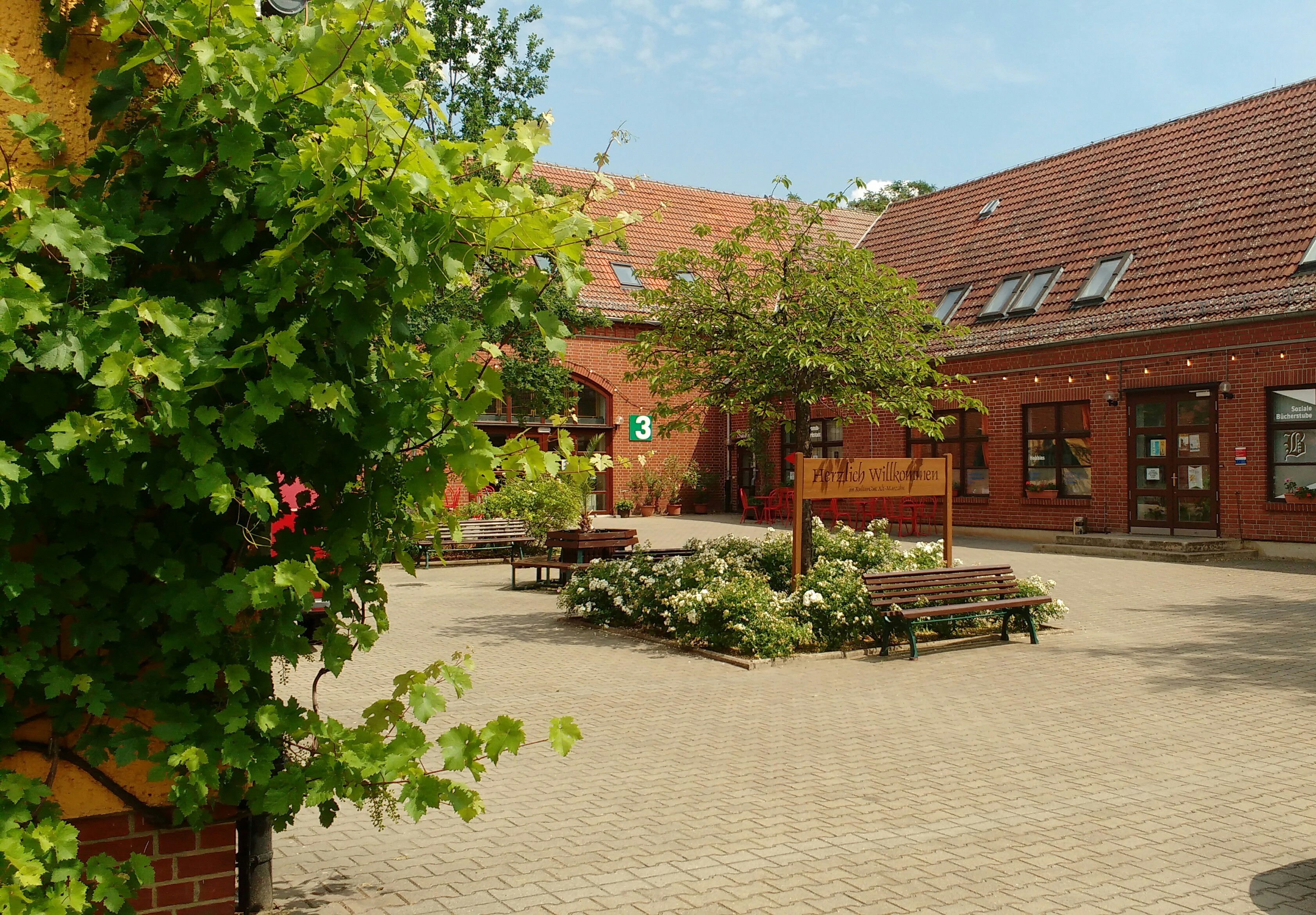
KulturGut Marzahn

Das Bergwerk.Berlin im Einkaufszentrum Helle Mitte zählt zu den größten Hallen-Kletterparks in Europa. Aus vier Kletterparcours besteht die Anlage.
Das Freizeitforum Marzahn ist das größte Kultur- und Freizeithaus im Nordosten Berlins. Die GSE – Gesellschaft für Stadtentwicklung gGmbH – betreibt die Einrichtung im Auftrag des Bezirks. Mit seinem Angebot – von der Schwimmhalle mit Sauna über die eigene Sporthalle, den Theatersaal und kleinere Bühnen und Clubräume bis zur Bibliothek „Mark Twain“ und der Jugendfreizeiteinrichtung FAIR – bietet es vielseitige Nutzungen. 
Das KulturGut Marzahn am Rande des Angerdorfes Alt-Marzahn gelegen, ist u. a. Ausrichtungsort stadtbekannter Feste und Veranstaltungen. Das heutige Bauensemble besteht aus einem ehemaligen Dreiseitenhof, ergänzt wurde es 1990 durch einen Werkstattbereich. Mittlerweile besuchen über 100.000 Menschen im Jahr die vielfältigen Kunst- und Kulturangebote.

### Der Bezirk in der Kunst

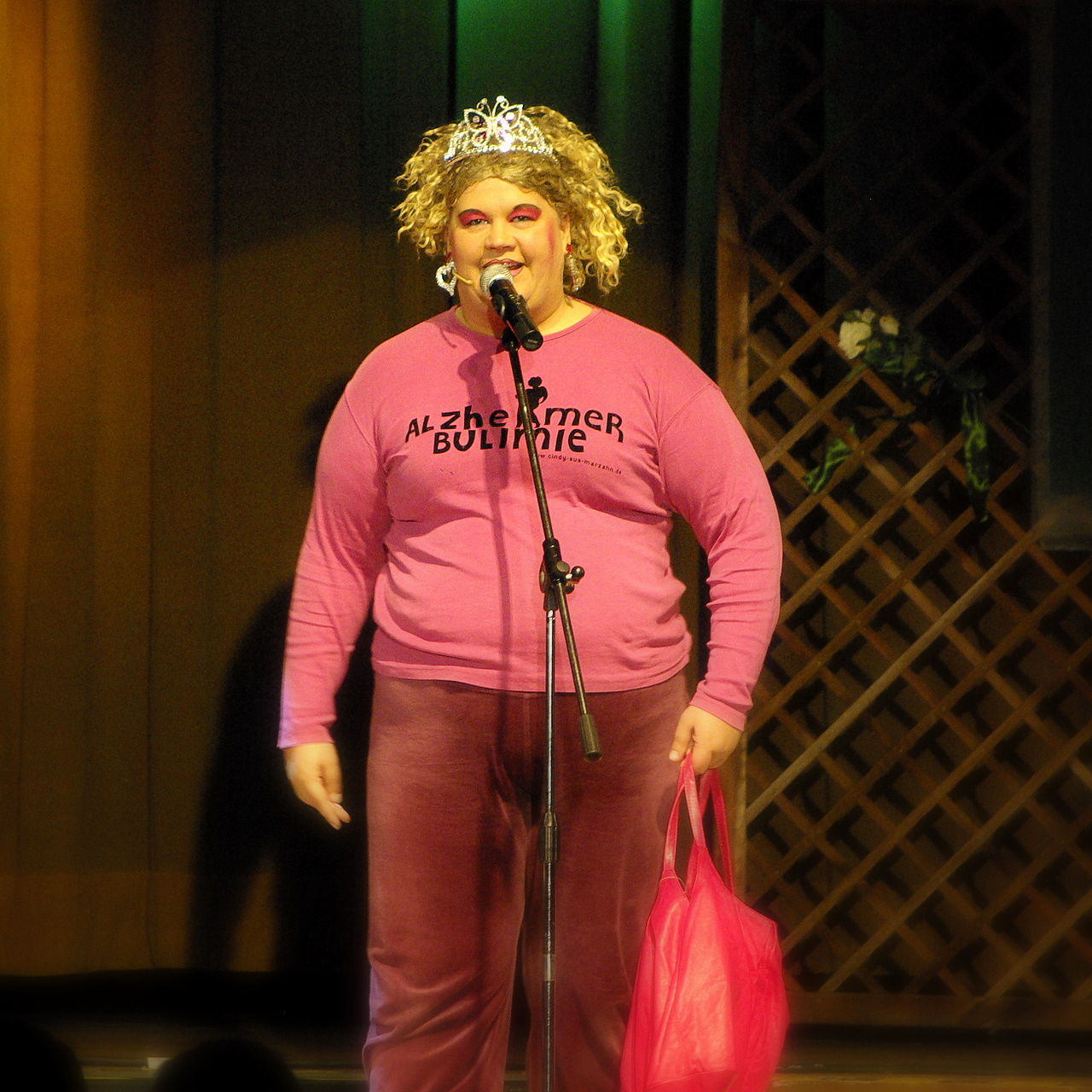
Ilka Bessin in ihrer Rolle als Cindy aus Marzahn (2008)

In den Räumen der ehemaligen kommunalen Galerie M (heute: Schloss Biesdorf) befindet sich seit Anfang 2018 der Projektraum Galerie M. Der Projektraum ist ein offener Arbeitsort, der insbesondere auch den Berlinern die Gelegenheit gibt, die regionalen Künstler zu treffen, ihnen beim Arbeitsprozess über die Schulter zu schauen und deren Kunstwerke zu erwerben.
Besonders hervorzuheben ist der integrative Ansatz der hier tätigen neuen KUNSTinitiative Marzahn-Hellersdorf: Die gemeinsame Arbeit auf Augenhöhe eint hier die hauptberuflichen und nebenberuflichen Künstler.
Die Jugendkunstschule Marzahn-Hellersdorf bietet in der Schulzeit, am Nachmittag und während der Ferien Angebote der ästhetischen und künstlerischen Bildung für Kinder und Jugendliche. In der Jugendkunstschule werden für Kinder und junge Erwachsene künstlerische Zugänge zu relevanten Themen ermöglicht und der künstlerisch-forschende Lernweg und Ausdruck gefördert.
Ilka Bessin, eine Komikerin aus dem brandenburgischen Luckenwalde, ist mit ihrem Künstlernamen Cindy aus Marzahn deutschlandweit bekannt geworden.

### Lokale Kultur

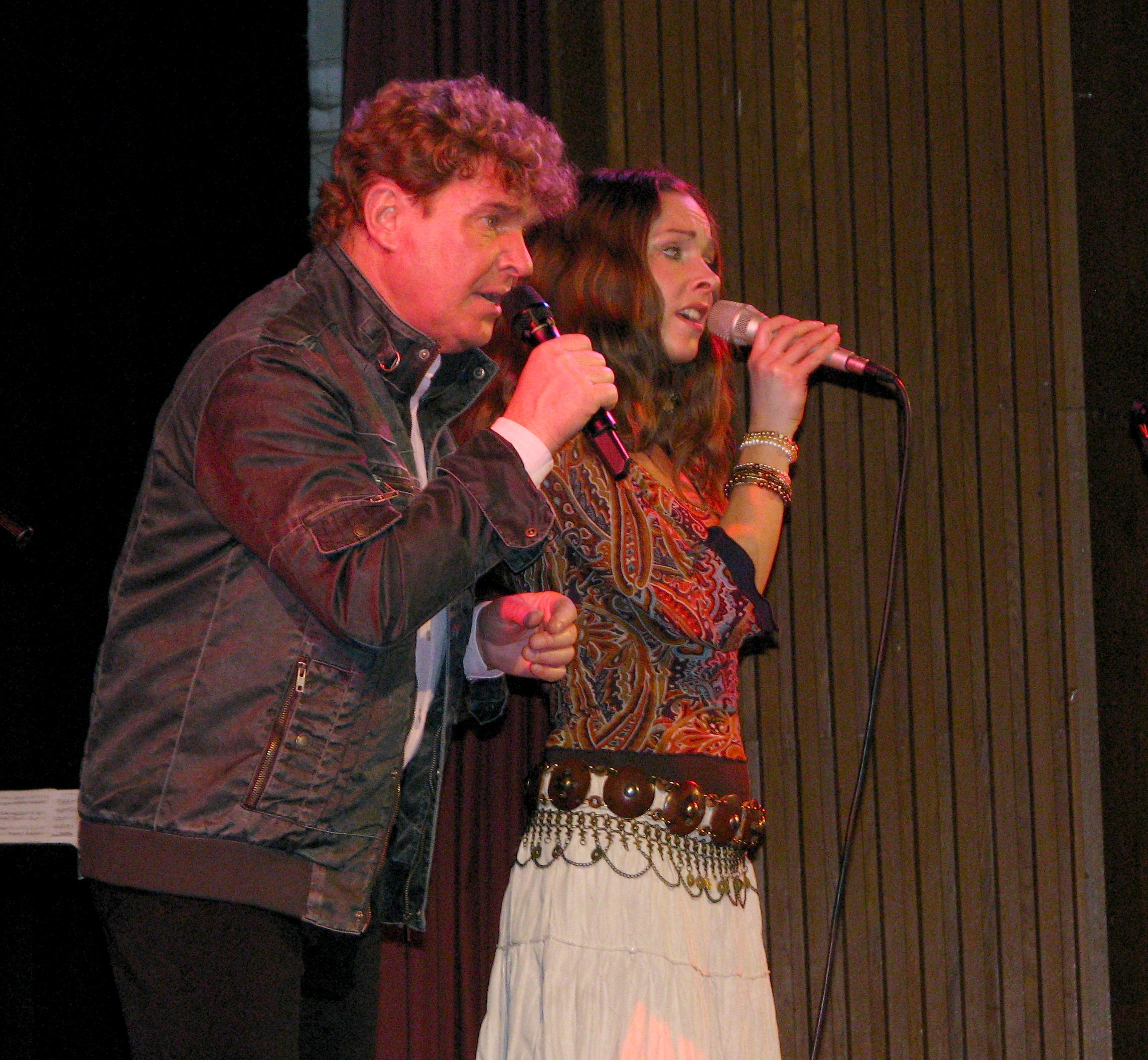
Sänger Frank Schöbel

Im Jahr besuchen rund 300.000 Menschen allein die kommunalen Kultureinrichtungen und können aus einem vielfältigen Angebot von täglich mehr als 100 Stunden Kultur auswählen. Der Bezirk verfügt traditionell über gut ausgestattete Kulturhäuser, Klubs, Ausstellungszentren und Projekträume, Galerien, Kino und Kleinbühne sowie über ein Regionalmuseum und eine Jugendkunstschule. Der Fachbereich Kultur des Bezirksamtes Marzahn-Hellersdorf bietet eine breite kulturelle Vielfalt an zehn Standorten (Stand: 2021). 
Kulturelle Wurzeln sind beispielsweise die lebendige Arbeit von Kulturvereinen in den Gesellschaftshäusern und Gartenkneipen der Siedlungsgebiete des 19. und 20. Jahrhunderts. Sogar noch deutlich weiter zurück – rund 11.000 Jahre – reichen die Wurzeln in Teilen dieser Siedlungsgebiete von Biesdorf, Kaulsdorf und Mahlsdorf. In Biesdorf-Süd und an der Wuhle zählen u. a. die ur- und frühgeschichtlich äußerst bedeutsamen Ausgrabungsstätten dazu. Hierzu informiert das Bezirksmuseum. Einige hundert Kunstwerke schmücken in Marzahn-Hellersdorf die Straßen, Parks und Plätze im öffentlichen Raum, darunter Wandbilder, Plastiken, Skulpturen, Reliefs und viele andere Kunstobjekte. Zahlreiche Gedenkorte gewähren zudem einen Blick in die bewegte und bewegende Geschichte Berlins.
Im Bezirk wohnten und wirkten zahlreiche prominente Künstler – wie beispielsweise der Schauspieler Eduard von Winterstein, der Komponist Kurt Schwaen, der Sänger Frank Schöbel, der Schriftsteller Jurek Becker, der Karikaturist Willy Moese, der Komponist Arndt Bause, die Schauspielerin Marga Legal oder die Komponisten Reinhard Lakomy (Der Traumzauberbaum) und Peter Gotthardt (Die Legende von Paul und Paula). Einem besonderen Einwohner Biesdorfs verdankt die Kultur im Bezirk viel: Günter Peters. Ab 1966 war er in der Funktion des Stadtbaudirektors von Ost-Berlin tätig. Dank ihm wurde die Alte Dorfschule in Marzahn rekonstruiert und zum Bezirksmuseum umgebaut. Auf die regionalen Künste ist das Ausstellungszentrum Pyramide spezialisiert und um den Künstlernachwuchs kümmert sich die bezirkliche Jugendkunstschule und der Bereich Kulturelle Bildung.

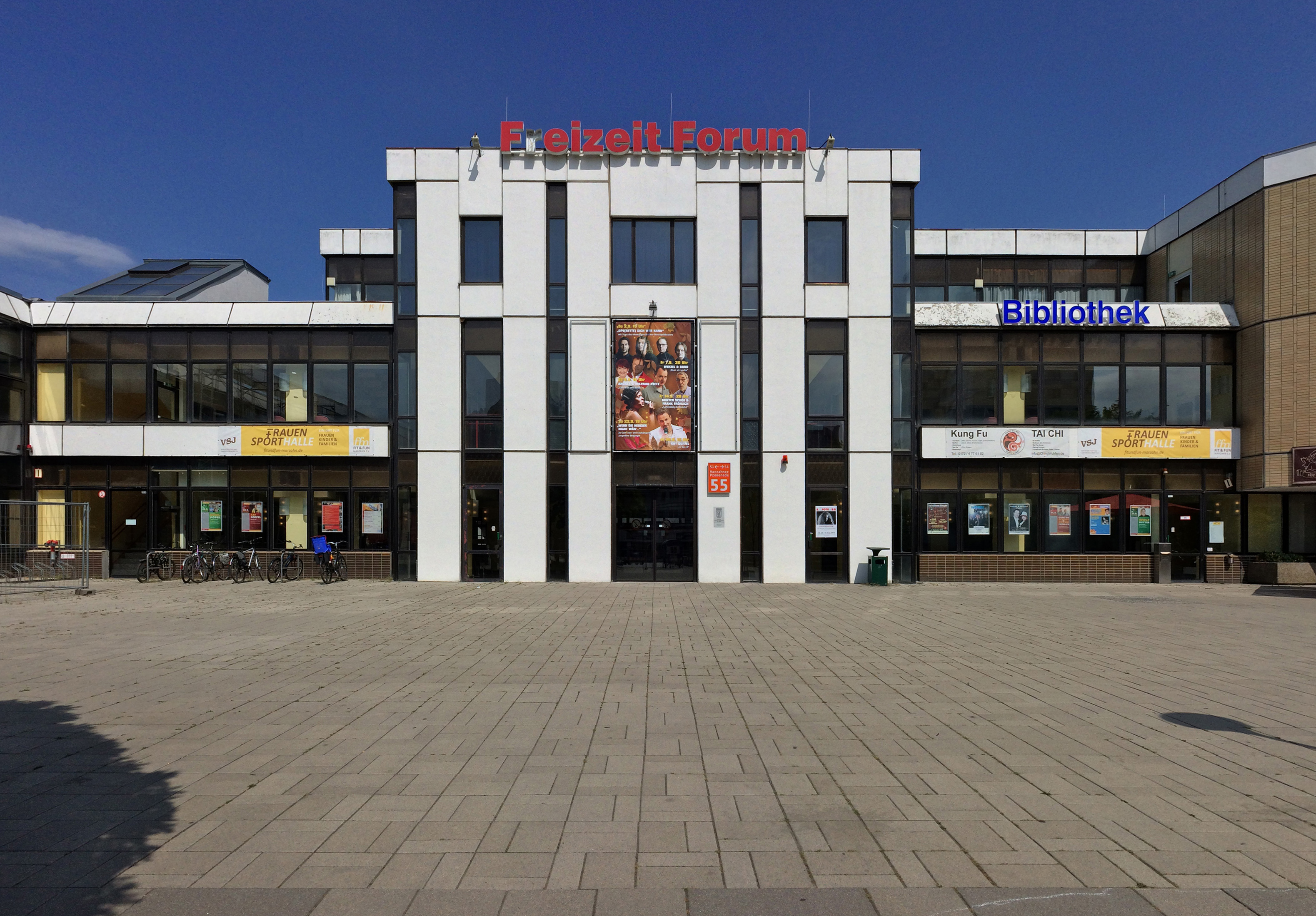
Freizeitforum Marzahn
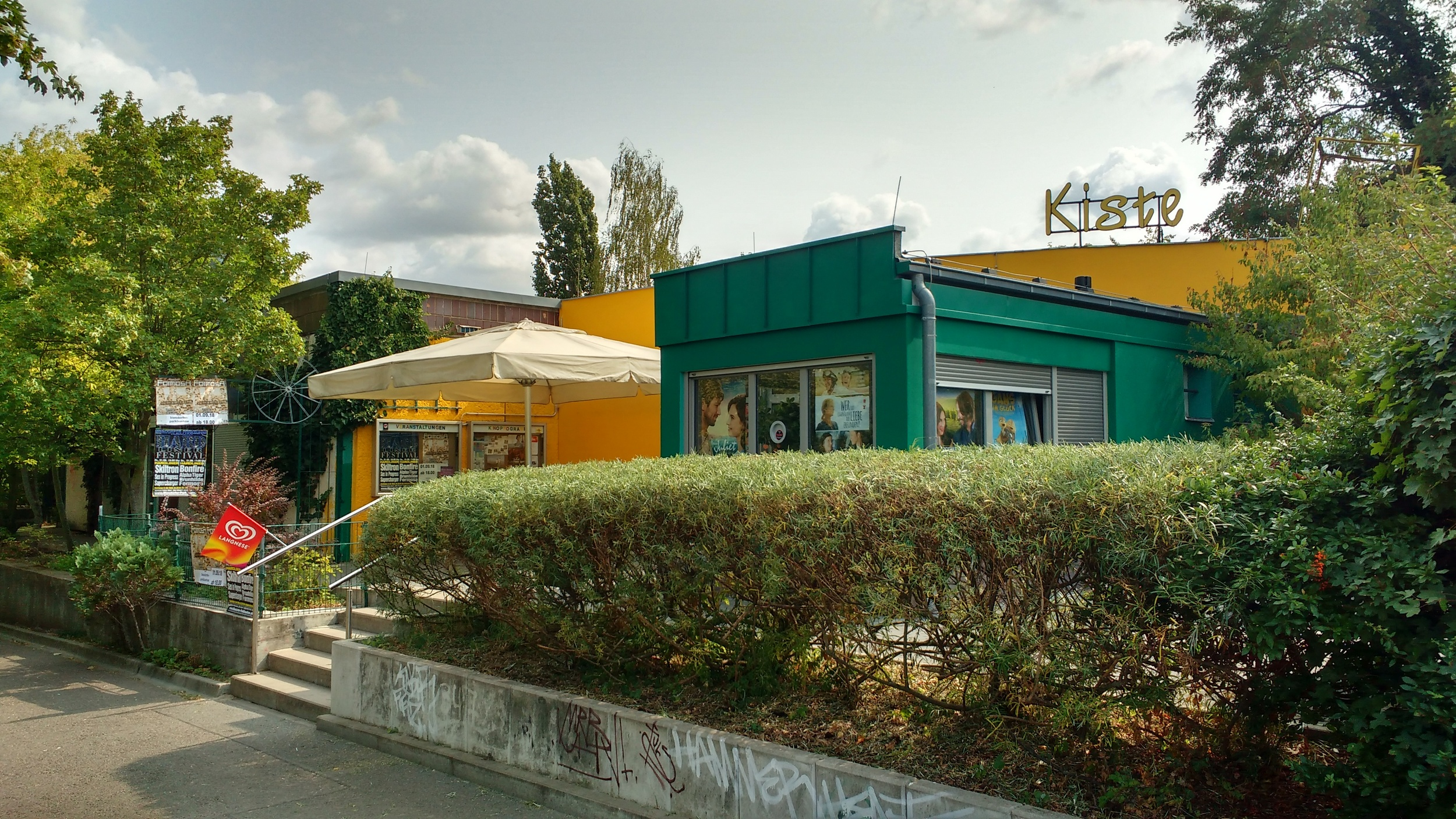
Kulturzentrum Kino Kiste
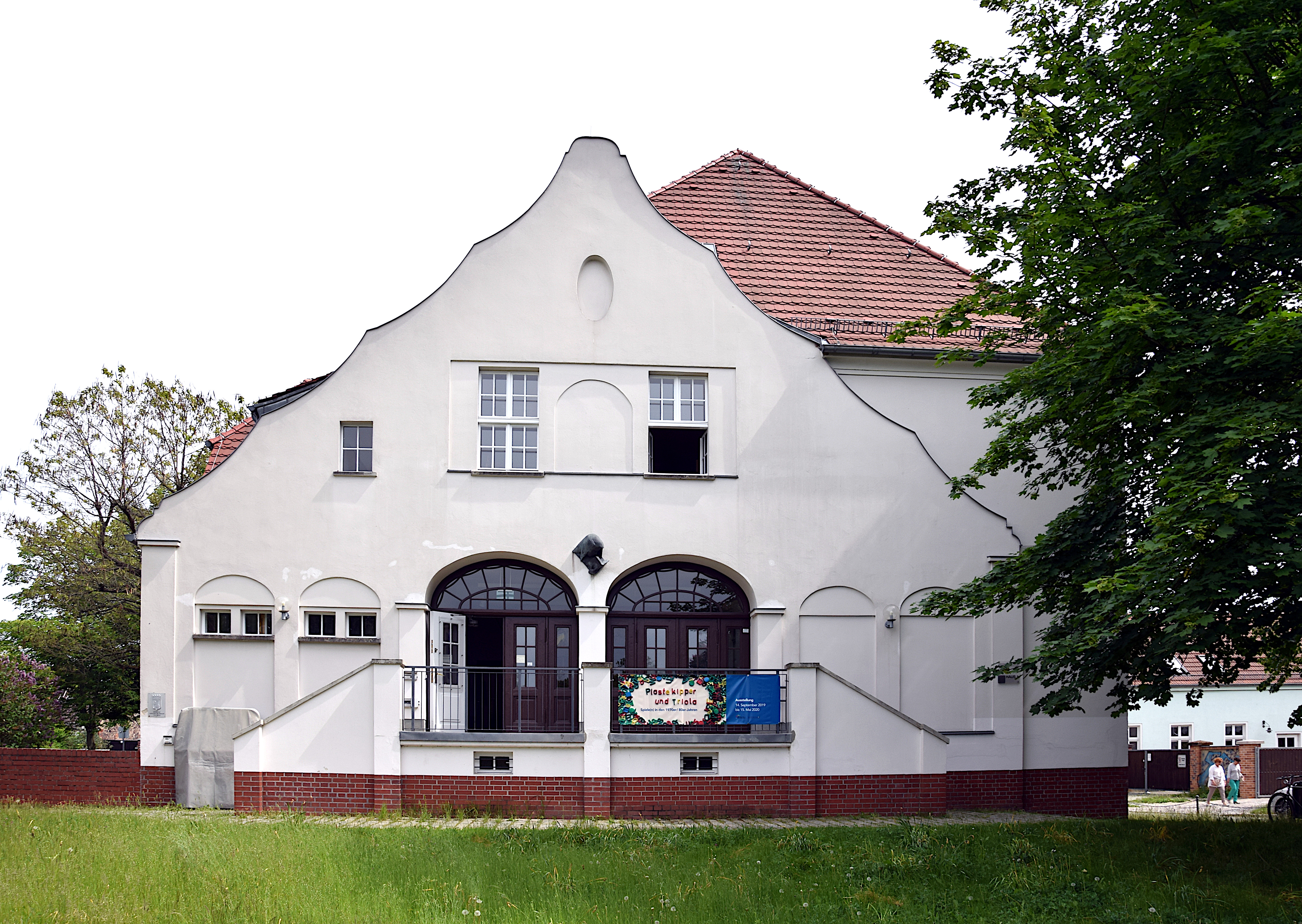
Bezirksmuseum Haus 1
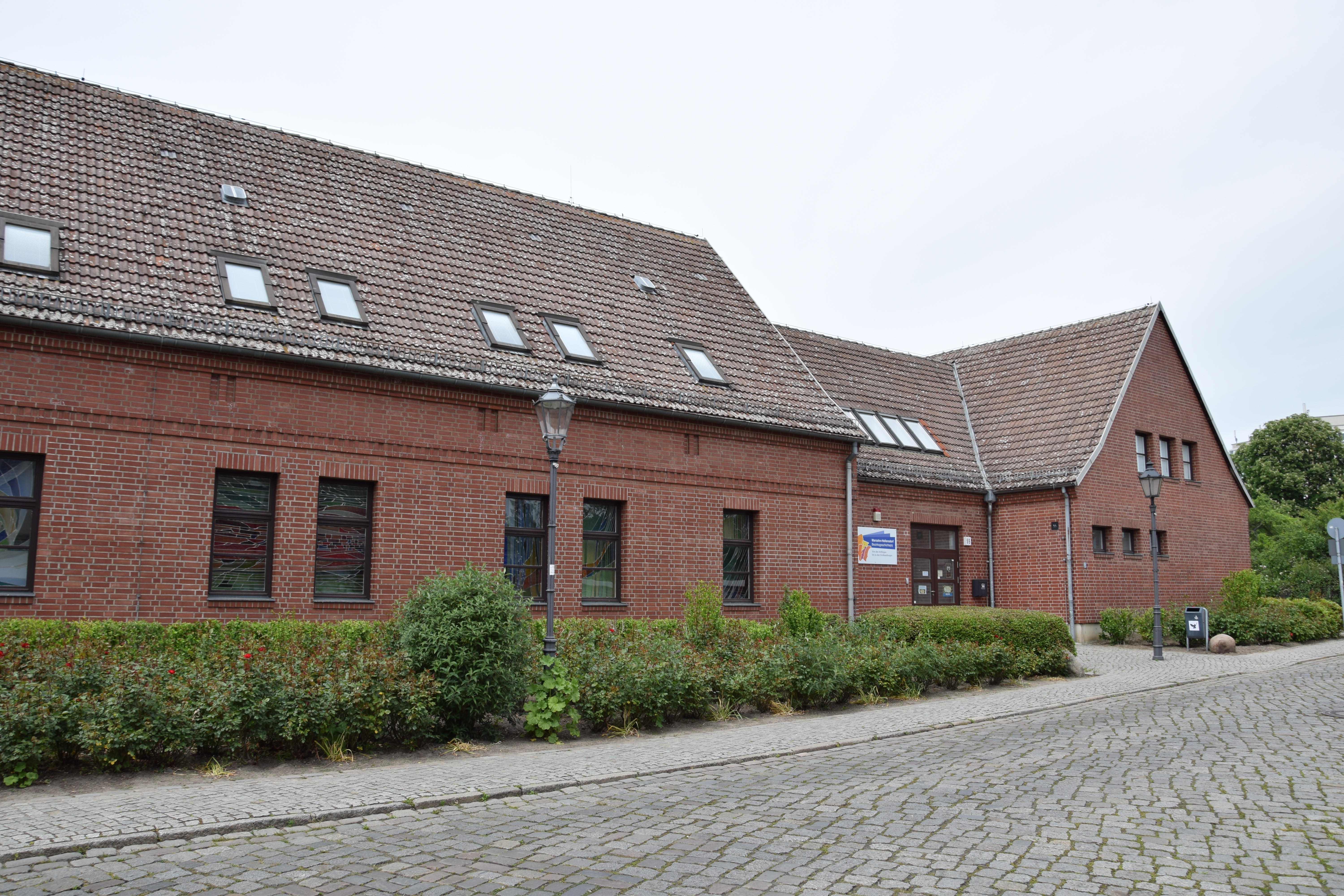
Bezirksmuseum Haus 2